# Viola Calligaris
Viola Mònica Calligaris (Lucerna, Suïssa ; 17 de març de 1996) és una futbolista suïssa. Juga com a migcampista i el seu equip actual és el Llevant UE de la Primera Divisió. És internacional amb la Selecció Absoluta de Suïssa.
Destaca per la versatilitat, ja que ha jugat de davantera, mitjapunta, extrem, mig defensiu, central i lateral dret en els diferents equips en què ha jugat. Amb Suïssa ha participat en l'Eurocopa de Països Baixos de 2017 i amb l'Atlètic de Madrid ha guanyat dues lligues i competit a la Lliga de Campions.
El 2019 va fitxar pel València provinent de l'Atlètic de Madrid, per un any ampliable segons objectius. Un any després fitxa pel Llevant, patint al desembre una greu lesió al genoll.